# Zeche Geitling am Wittenberge
Die Zeche Geitling am Wittenberge ist ein ehemaliges Steinkohlenbergwerk in Essen-Stadtwald. Die Zeche wurde ursprünglich Zeche Amsel genannt und war auch unter dem Namen Zeche Geitling am Wittenberge Oberstollen bekannt. Die Zeche ist vermutlich identisch mit der Zeche Geitling westwärts Rellinghausen. Die Gewerkschaft Geitling war eines der Gründungsmitglieder des Vereins für die bergbaulichen Interessen.

## Bergwerksgeschichte
Die Zeche war bereits im 18. Jahrhundert in Betrieb. Im Jahr 1802 wurde die Zeche in Fristen gesetzt. Im Jahr 1803 war der Oberstollen in Betrieb. Im Jahr 1851 erfolgte eine Neugründung, der Betriebsort befand sich in der Nähe des Bahnhofs Rüttenscheid. Am 2. November 1852 wurde ein Längenfeld verliehen. In den Jahren 1854 und 1857 wurde nachweislich Abbau betrieben. Im Jahr 1868 wurde das Bergwerk solange stillgelegt, bis die Eisenbahn im Ruhrtal in Betrieb war. Im Jahr 1873 wurde die Zeche wieder in Betrieb genommen. Im Jahr 1879 waren die Kohlenvorräte über der Stollensohle abgebaut, die Zeche Geitling am Wittenberge wurde nun endgültig stillgelegt. Im Jahr 1888 wurde auf der Gewerkenversammlung von den Gewerken beschlossen, das Grubenfeld an die Zeche Langenbrahm zu verkaufen. Noch im selben Jahr wurde die Berechtsame zunächst der Zeche Langenbrahm und im Jahr 1897 der Zeche Ludwig zugeschlagen.

### Förderung und Belegschaft
Bei der Gründungsversammlung des Vereins für die bergbaulichen Interessen, die am 17. Dezember 1858 im Hotel Berghaus in Essen stattfand, wurde die Belegschaftsstärke mit 30 Bergleuten beziffert. Die nächsten bekannten Belegschaftszahlen des Bergwerks stammen aus dem Jahr 1858, damals waren 55 Bergleute auf der Zeche beschäftigt. Die ersten bekannten Förderzahlen des Bergwerks stammen aus dem Jahr 1861, es wurden 10.774 preußische Tonnen Steinkohle gefördert. Im Jahr 1867 wurden 5642 Scheffel Steinkohle gefördert. Im Jahr 1873 wurden mit fünf Bergleuten 1025 Tonnen Steinkohle gefördert. Im Jahr 1877 sank die Förderung auf 696 Tonnen Steinkohle, diese Förderung wurde von drei Bergleuten erbracht. Die letzten bekannten Förder- und Belegschaftszahlen des Bergwerks stammen von 1878, in diesem Jahr wurden mit zwei Bergleuten 207 Tonnen Steinkohle gefördert.

## Geitling westlich Rellinghausen
Über die Zeche Geitling westlich Rellinghausen in Essen-Rellinghausen ist nur sehr wenig bekannt, sie war vermutlich mit der Zeche Geitling am Wittenberge identisch. Die Zeche war ebenfalls bereits im 18. Jahrhundert in Betrieb und wurde im Jahr 1802 in Fristen gesetzt. Um das Jahr 1839 wurde die Zeche noch einmal in den Unterlagen erwähnt.